# Teniersstraat 1
De Teniersstraat 1 is een gebouw aan de Teniersstraat te Amsterdam-Zuid met zijvleugels aan het Museumplein en Johannes Vermeerstraat.
Het gebouw is verreweg het grootste gebouw aan de Teniersstraat. Het neemt voor wat betreft ruimte ongeveer de helft van de lengte van de straat in beslag. Het werd vanaf ongeveer 2 juli 1908 (datum eerstesteenlegging) gebouwd om onderdak te bieden aan de Boerhaave kliniek, die in de Sarphatistraat 13-15 uit haar pand groeide. Het ontwerp was afkomstig van de architectenduo Jos Cuypers en Jan Stuyt. Zij ontwierpen een gebouw in de neoclassicistische stijl, die aansloot bij de architectuur van de omringende villa’s. Het ziekenhuis werd 25 mei 1909 in gebruik genomen. Het Nieuws van den Dag schreef toen in een recensie; het gebouw was deftig en voornaam met veel licht en lucht.
Het gebouw kent drie verdiepingen onder een tentdak waarbij het middendeel van de voorgevel als een risaliet is uitgevoerd. De meegebouwde schoorsteen is voorzien van guirlandes en een bord. Zijvleugels onder schilddaken kennen eveneens risalieten. Er zijn scheepsvormige windwijzers te vinden. Verder is het gehele gebouw versierd met zuilen, consoles en kransen. In 1988 werd het gebouw tot rijksmonument verklaard vanwege de architectuur-historische waarde.
In 1994 sloot de Boerhaave kliniek haar deuren en ging verder als Boerhaave Medisch Centrum, dat vanaf 2014 zich in de Dintelstraat vestigde. Vanaf het vertrek van de kliniek gaf het pand steeds meer ruimte tot kantoor.

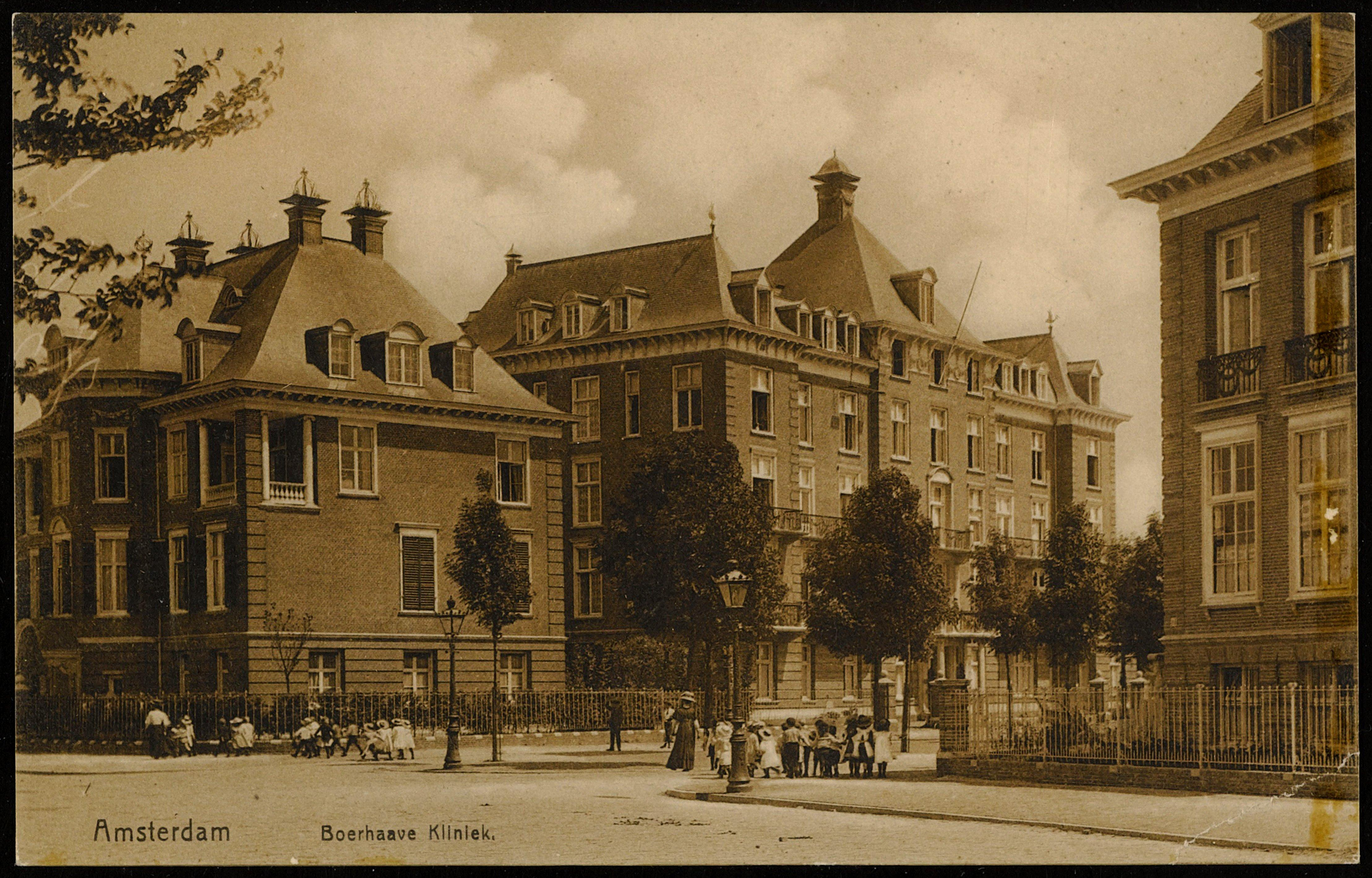
Teniersstraat 1 in circa 1910; links de directeurs-/artsenwoning Museumplein 9